# Clases de etiqueta
Clases de etiqueta es un concepto y expresión utilizado en la corte española para designar a aquellos miembros y empleados de la Real Casa que debían de estar presentes en las ceremonias palatinas.

## Historia
El origen del término se encuentra ligado a las Ordenanzas dictadas en 1840 por María Cristina de Borbón, reina gobernadora para el gobierno de la Real Casa. En estas se dividían las personas que prestaban servicio en la Real Casa y Patrimonio, en funciones de etiqueta, gobierno y administración. Aquellos que prestaban la primera de las funciones pasaron a conocerse bajo el nombre de clases de etiqueta.
Fue especialmente utilizado por la prensa en la época de la Restauración. Una de las primeras ocasiones en que se utiliza es en 1883 durante la visita del príncipe heredero de Alemania, Federico Guillermo (futuro emperador Federico III) a Madrid. El término continuo siendo aplicado hasta 1931 en los ceremoniales y descripciones de ceremonias palatinas.

## Descripción
El término comprendía a aquellos que se encontraban dentro de la alta servidumbre de la Real Casa, entre otros:
- Jefes superiores de palacio;
- mayordomos de semana;[1]
- gentileshombres de entrada;
- gentilhombre de casa y boca;
- gentileshombres de cámara con ejercicio y servidumbre;
- gentileshombres de cámara con ejercicio;
- caballerizos de campo;
- damas de la Reina;
- damas particulares de otras personas de la familia real;
- ayudantes del Cuarto Militar;
- oficiales del Real Cuerpo de Alabarderos;
- médicos y facultativos de la Real Cámara.

En palabras de López Sánchez, estas clases estarían formadas por:
personas dedicadas en exclusiva a la etiqueta y al ceremonial palatino que continúen con el mantenimiento de las tradiciones y que conozcan el funcionamiento interno, las jerarquías, las costumbres, el protocolo, que contribuyan a esa sensación de orden, de reconocimiento de la majestad real, en definitiva, que sigan prolongando la “cultura de Corte”.

### Individuales
1. 1 2  Santiuste, Carlos de (23 de enero de 1904). «Cosas de palacio. Los mayordomos de semana». ABC (periódico) (Suelto). p. 1.
2. ↑  «El príncipe heredero de Alemania, Federico Guillermo, se encuentra desde esta mañana entre nosotros». La Correspondencia (9.377). 24 de noviembre de 1883. p. 3.
3. ↑  «La reina Pía almorzará hoy en la legación portuguesa y recibirá después á la colonia del vecino reino». El Correo Militar (9.935). 17 de noviembre de 1888. p. 3.
4. ↑  «Recepción por S.M. del embajador extraordinario inglés». La Época (Madrid) (18.242). 23 de marzo de 1901. p. 3.
5. ↑  «El cumpleaños del Rey. La servidumbre». El Imparcial (1867-1933). 18 de mayo de 1903. p. 1.
6. ↑  «Real orden relativa á la creación de una Medalla como distinción palatina.». Gaceta de Madrid (137). 17 de mayo de 1903. p. 618.
7. ↑  Eusebio Aguado, ed. (1840). «Título 1.º Clasificación de las funciones del real servicio, y de los empleados en él.». Ordenanza general para el gobierno y administracion de la Real Casa y patrimonio. Madrid.
8. ↑  López Sánchez, 2017, p. 152.